# Trabanca
Trabanca est une municipalité et une localité espagnole de la province de Salamanque, dans la communauté autonome de Castille-et-León.
Elle se situe dans la sous-région de La Ramajería, appartenant à la comarque de Vitigudino, qui correspond essentiellement à l'actuel district judiciaire de Vitigudino. Son territoire municipal couvre une superficie totale de 29,70 km² avec un unique noyau de population qui, selon les données démographiques recueillies dans le registre municipal élaboré par l'INE en 2020, comptait 177 habitants.
En raison de sa situation à un carrefour, Trabanca est l'un des principaux points d'entrée de l'espace naturel protégé des Arribes du Duero. C'est également l'une des municipalités les plus actives dans la promotion des valeurs naturelles de cet espace, comme en témoigne la création d'une infrastructure municipale appelée Centre d'accueil des visiteurs. Ce centre vise à faire connaître les lieux les plus emblématiques et à développer des activités mettant en valeur les traditions socioculturelles de la municipalité ainsi que celles des communes environnantes.

## Patrimoine et culture
Le village possède une église paroissiale dédiée à San Sebastián, qui constitue l’un des édifices religieux les plus importants de la localité. Son architecture reflète le style traditionnel de la région, avec des influences romanes et gothiques.
Trabanca célèbre plusieurs festivités au cours de l’année, dont la fête de San Sebastián, patron du village, qui a lieu en janvier. À cette occasion, des processions, des concerts et des événements traditionnels animent la municipalité. D’autres fêtes locales, notamment celles en lien avec la culture pastorale et agricole, font partie intégrante de l’identité du village.

## Économie et activités locales
L’économie de Trabanca repose principalement sur l’agriculture, l’élevage et le tourisme rural. L’élevage de bovins et d’ovins est une activité clé, permettant la production de viande et de fromage réputés dans la région. Les habitants cultivent également des céréales et des olives, contribuant ainsi à l’économie locale.
Ces dernières années, le tourisme vert s’est développé grâce à la proximité du Parc naturel des Arribes du Duero, attirant les amateurs de randonnée et de nature. De nombreuses infrastructures ont vu le jour pour favoriser l’éco-tourisme, notamment des sentiers balisés, des aires de repos et des visites guidées mettant en valeur la faune et la flore locales.